# Alamo (Indiana)
Pour les articles homonymes, voir Alamo.
Alamo est une municipalité américaine située dans le comté de Montgomery en Indiana.
Lors du recensement de 2010, sa population est de 66 habitants. La municipalité s'étend sur 0,07 mille carré (0,18 km2).
Fondée en 1837, la localité voit son bureau de poste ouvrir en 1844. Elle est nommée par d'anciens soldats en référence à la mission Alamo,.